# Skulptur „Flora mit Putto“
Die Skulptur „Flora mit Putto“ ist ein denkmalgeschütztes Standbild in der sächsischen Stadt Radebeul. Es steht auf dem Hörningplatz im Stadtteil Oberlößnitz.

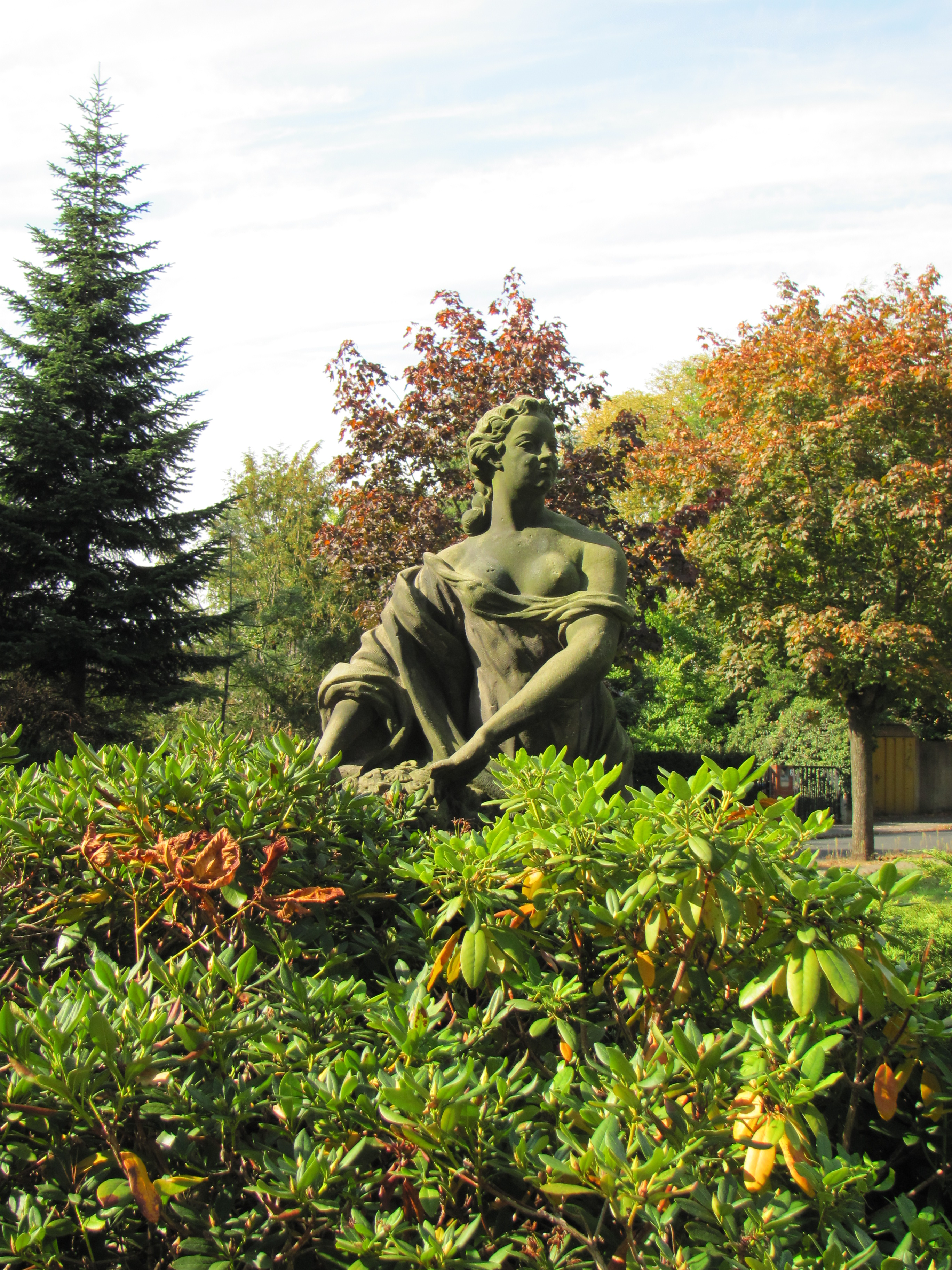
Skulptur „Flora mit Putto“

Auf der weitläufigen Grünfläche des dreieckigen parkähnlichen Schmuckplatzes steht zur Lößnitzgrundstraße hin eine Rhododendronanpflanzung; mittendrin erhebt sich auf einer Plinthe und einem Postament das Standbild einer barock wirkenden Frauenfigur mit Putto und Fruchtkorb. Die Frauenfigur stellt die Blumengöttin in bewegter Haltung dar. In der rechten Hand hält sie eine Schale mit Blüten, die sie mit der Linken verstreut. Ein Putto zu ihren Füßen stützt die Schale.
Die um 1926 aufgestellte Sandsteinskulptur trägt im Sockel die Inschrift Entw.: Ebe Ausf.: Thalheim. Der Entwurf stammt von dem Kunstbildhauer Burkhart Ebe, die Ausführung wurde von dem Radebeuler Steinmetz und Bildhauer Ernst Thalheim verfertigt.